# Герб Стокгольма
Герб Стокгольма (швед. Stockholms stadsvapen) — официальный символ муниципалитета Стокгольма в виде золотой головы покровителя Швеции короля Эрика Святого в синем поле. Впервые как символ города герб был использован с 1300-х годов. Современный дизайн приобретен в 1900-х годах.

## Описание герба
В синем поле золотая коронованная голова Святого Эрика.

## История
- Печать Стокгольма 
(1296 г.)
- Печать Стокгольма 
(1326  г.)
- Печать Стокгольма 
(1376  г.)